# Romani ite domum

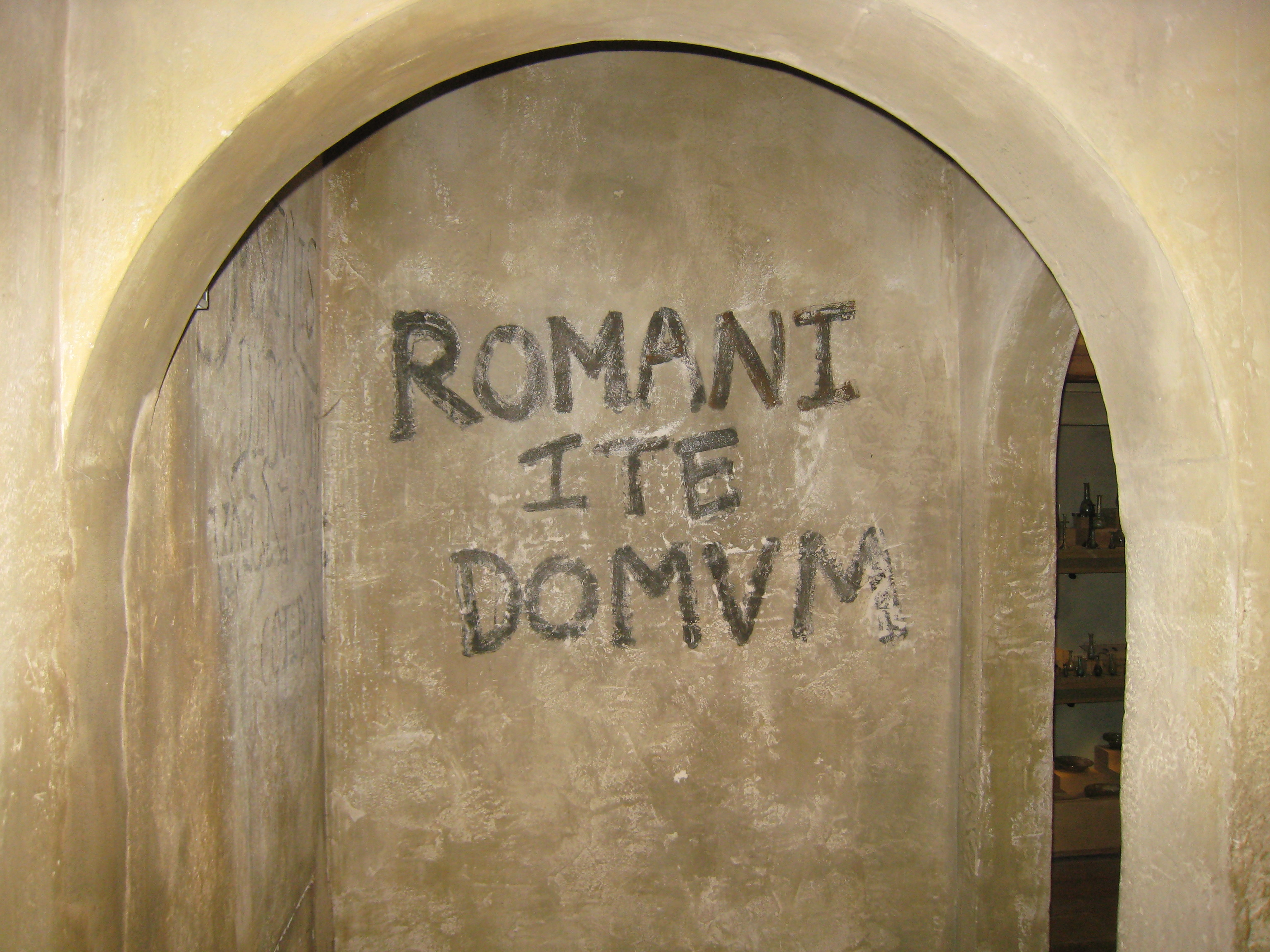
ROMANI ITE DOMVM geschreven op een deur in het Hull and East Riding Museum in Kingston upon Hull, als verwijzing naar de scène.

Romani ite domum (Romeinen ga naar huis) is de gecorrigeerde zin in het Latijn voor de graffiti: Romanes eunt domus, deze zin is bekend geworden door een scène uit de film: Monty Python's Life of Brian, gespeeld door Graham Chapman en John Cleese.

## Monty Python's Life of Brian
De scène betreft een interactie tussen een in Judea gestationeerde Romeinse centurion (John Cleese) en de joodse Brian Cohen (Graham Chapman). Brian wordt betrapt, door de centurion, op het bekladden van het paleis, van de Romeinse prefect Pontius Pilatus. Hij heeft op de paleismuur de foutieve Latijnse tekst: "Romanes eunt domus" geschreven, dat letterlijk betekent: "Mensen genaamd 'Romanes' zij gaan naar het huis". Brian vreest voor zijn leven, maar de centurion corrigeert, op hardhandige manier, de zin samen met Brian. Waarna Brian de opdracht krijgt om voor straf, de correcte zin, Romani ite domum, 100 keer op de paleismuur te schrijven voor zonsopkomst, op straffe van castratie met een zwaard.

## De grammatica
- Brian wil de Romeinen oproepen naar huis te gaan. Hij gebruikt Romanes om de romeinen aan te spreken, dit is de enkelvoudsvorm van de vocatief plus de letter 's'. Dit is fout, Brian moet de simplex: rōmānus, verbuigen naar de meervoudsverbuiging van de nominatief, dit is: rōmānī.[2]
- Het Latijnse werkwoord: eō, betekent: gaan in het Nederlands. Brian heeft in zijn zin de werkwoordvervoeging eunt gebruikt, dit is de vervoeging in de 3e persoon meervoud, in de onvoltooid tegenwoordige tijd (Tegenwoordige tijd). Echter, Brian beschrijft niet dat de Romeinen naar huis gaan — waarvoor eunt overigens wel een geschikte vervoeging zou zijn. In tegendeel, hij beveelt hen naar huis te gaan. Hij dient dus de imperatief (gebiedende wijs) te gebruiken om zijn bevel correct over te brengen. In de werkwoordsvervoeging, in het Engels en in het Nederlands, is de vervoeging van de gebiedende wijs altijd gelijk aan de 1e persoon enkelvoud, ook bekend als de: ik-vorm van de persoonsvorm, in de onvoltooid tegenwoordige tijd. In het Latijn is dit complexer. In het Latijn dient men voor de imperatief, te kiezen tussen: enkelvoud of meervoud; voor elke grammaticale persoon. Dan moet worden gekozen uit de actieve of passieve vorm, in de tegenwoordige of de toekomende tijd. Brian had moeten kiezen voor: de gebiedende wijs, vervoegd in de 2e persoon meervoud, in de actieve tegenwoordige tijd; dit is: ite.[2]
- Het zelfstandig naamwoord domus, betekent huis, het is de verbuiging in de nominatief en gelijk aan de simplex. Echter, Brian beveelt de Romeinen naar huis te gaan. Zijn bevel behelst beweging richting een bepaalde plek, door gebruikmaking van beeldspraak, namelijk: naar huis; in dit geval de stad Rome. Brian dient dus de 4e naamval, de accusatief van richting in het enkelvoud te gebruiken, zonder het voorzetsel ad, dit is: domum.[3][2]

## Trivia
- Cleese, als de centurion, draagt geen centurionhelm; hij draagt een helm die meer weg heeft van de helm van een Romeinse generaal.[4]
- De letter 'U' bestond nog niet ten tijde van het Romeinse Rijk, voor de U-klank [y, yː]? werd de 'V' gebruikt; tevens werden spaties alleen gebruikt tussen zinnen.
- De centurion schreef in een modern handschrift maar had in capitalis cursiva moeten schrijven, het handschrift dat gangbaar was tussen de eerste eeuw voor de jaartelling en de derde eeuw na het begin van de jaartelling.[4]
- Cleese heeft twee jaar lang gewerkt als leraar, waarbij hij onder andere Latijn doceerde. Zijn ervaring als docent was de inspiratie voor de scene.[5]
- Cleese, als de centurion, 'corrigeert'  Brian wanneer deze stelt dat domus moet worden verbogen als een accusatiefverbuiging, hij stelt dat beweging in een bepaalde richting moet worden verbogen als een locatiefverbuiging. Dit is incorrect. De locatief wordt in het Latijn louter gebruikt voor een bepaalde vaststaande locatie en als daar sprake van zou zijn geweest in de scene dan had domus in het enkelvoud moeten worden verbogen naar: domī. Wanneer er echter sprake is van beweging in een bepaalde richting, naar een bepaalde locatie, dient de verbuiging voor de accusatief van richting te worden gebruikt, deze is gelijk aan de allatief zoals deze worden gebruikt in de Finoegrische talen. De vervoeging domum is overigens wel correct maar betreft dus de accusatief- en niet de locatiefvervoeging.[6]